# Bauzenweiler

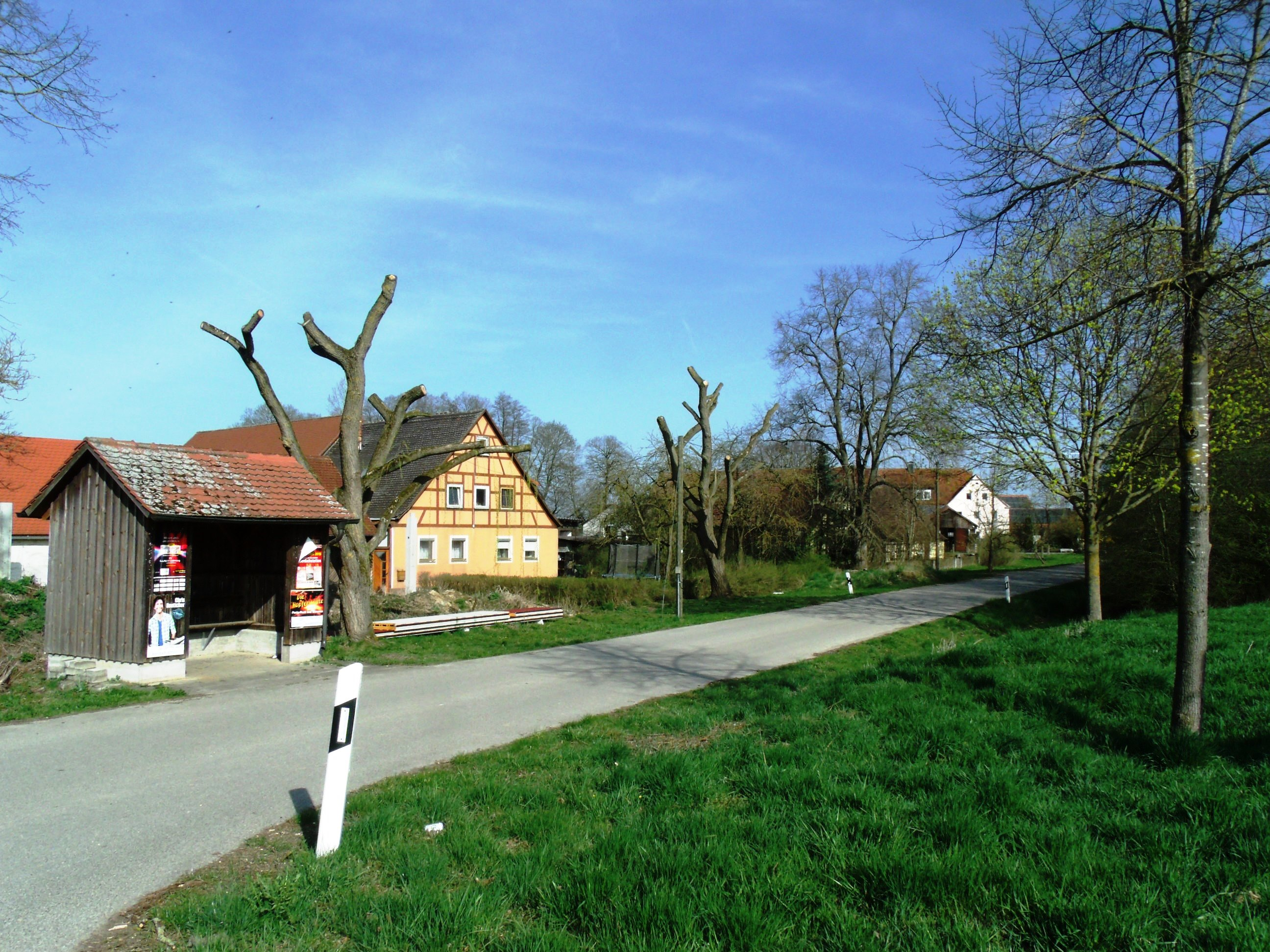
Die zur Staatsstraße 2245 parallel führende Ortsstraße

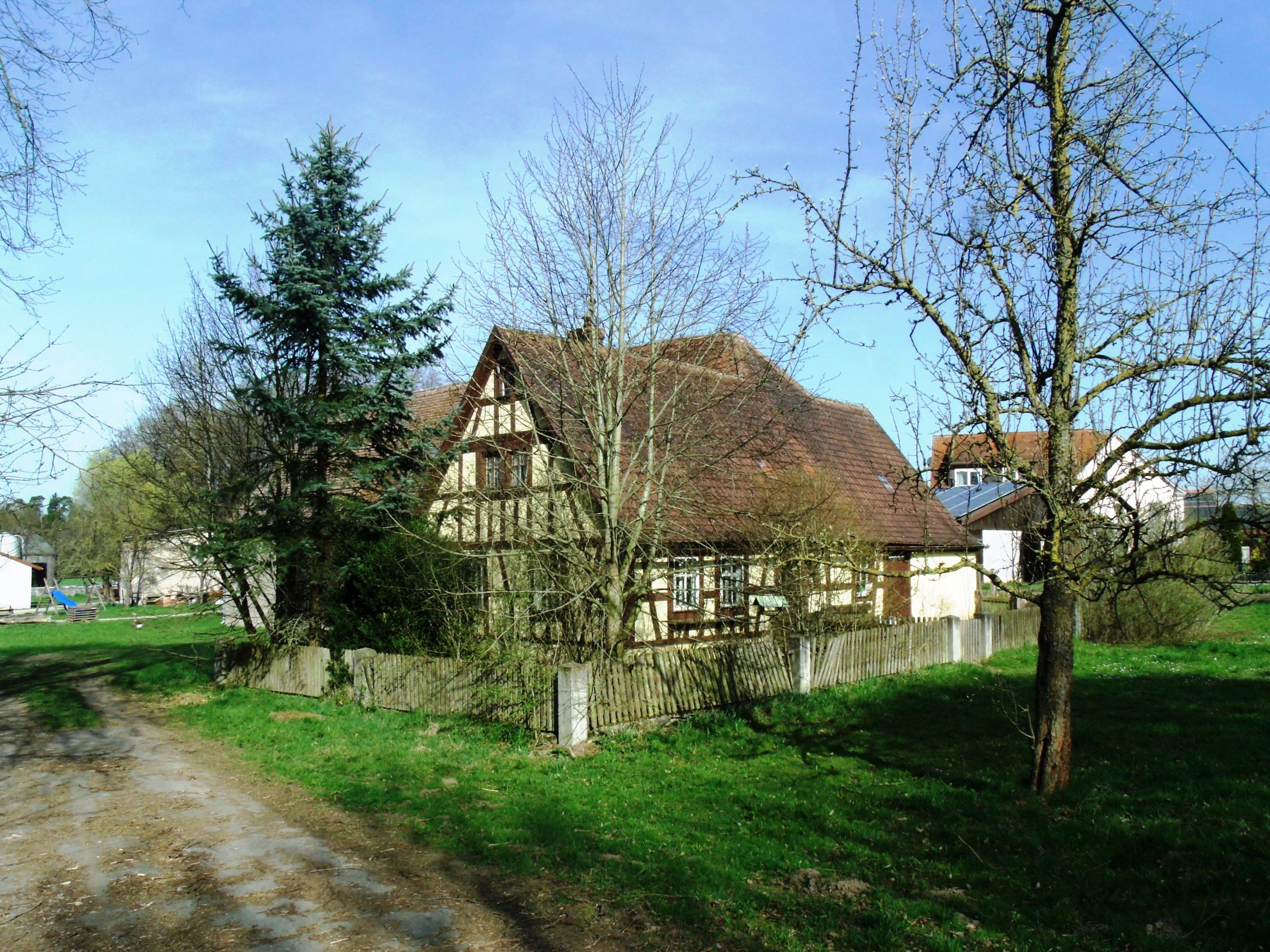
Fachwerkhäuschen in Bauzenweiler

Bauzenweiler (fränkisch: Bauzawaila) ist ein Gemeindeteil der Stadt Leutershausen im Landkreis Ansbach (Mittelfranken, Bayern). Bauzenweiler liegt in der Gemarkung Mittelramstadt.

## Geografie
Der Weiler liegt an einem namenlosen Bach, einem rechten Zufluss des Sachsaugrabens, der wiederum ein linker Zufluss der Altmühl ist. Dieser Bach speist den Oberweiher, Langsweiher und Brechhausweiher. Im Nordosten liegt das Lohholz, im Osten die Löhle und das Hirschholz und im Südwesten das Seeholz. 0,75 km östlich erhebt sich der Spielberg (488 m ü. NHN).
Der Ort liegt an der Staatsstraße 2245, die nach Leutershausen (3 km südlich) bzw. nach Colmberg (2,7 km nördlich) führt. Die von der Staatsstraße abzweigende Kreisstraße AN 20 führt nach Auerbach (1,2 km nordöstlich), eine von der Staatsstraße abzweigende Gemeindeverbindungsstraße führt nach Höchstetten (2 km westlich).

## Ortsnamendeutung
Das Bestimmungswort des Ortsnamens ist der Übername mhd. Bûzo für ‚der Dicke‘, den der Siedlungsgründer wohl aufgrund seiner physiologischen Eigenschaften erhielt.

## Geschichte
„Bavzenweyler“ wurde erstmals erwähnt in einer Urkunde des Gumbertus-Stifts Ansbach von 1342, die die drei Untertanen des Weilers als Besitz des Stiftes ausweist. Im 14./15. Jahrhundert besaß das Kollegiatstift Feuchtwangen 16 Lehengüter in Bauzenweiler. Laut einem Verzeichnis von 1410 besaß das Geschlecht Seckendorff zu Jochsberg Güter und Rechte zu Bauzenweiler, 1408 erworben von einem Hans Gernot und seiner Ehefrau Anna. Zwei Jahre später verlor Walther von Seckendorff zu Jochsberg dieses Anwesen wieder durch einen Schiedsspruch an einen gewissen Wernitzer und dessen Ehefrau. 1607 übereignete Hans Wilhelm von Eyb in einem Vergleichsverfahren seinen Untertan in Bauzenweiler dem brandenburg-ansbachischen Markgrafen Joachim Ernst. Laut den 16-Punkte-Berichten aus den Jahren 1608 und 1681 unterstand Bauzenweiler mit seinen drei Mannschaften dem brandenburg-ansbachischen Stadtvogteiamt Leutershausen; Abgaben mussten von zwei Höfen an den Leutershausener Rat und von dem ehemaligen Eybschen Untertanen, einem Köblergut, an das brandenburg-ansbachische Kastenamt Colmberg geleistet werden. Auch gegen Ende des 18. Jahrhunderts hatte sich an den Herrschafts- und Besitzverhältnissen nichts geändert. Neben den drei Anwesen wurde noch das Gemeindehirtenhaus erwähnt. Vier Fischteiche gehörten der Stadt Leutershausen. Von 1797 bis 1808 unterstand der Ort dem Justizamt Leutershausen und Kammeramt Colmberg.
Im Rahmen des Gemeindeedikts wurde Bauzenweiler dem 1808 gebildeten Steuerdistrikt Auerbach zugeordnet. Es gehörte auch der 1810 gegründeten Ruralgemeinde Auerbach an. Am 1. Januar 1972 wurde Bauzenweiler im Zuge der Gebietsreform in Bayern nach Leutershausen eingemeindet.

## Einwohnerentwicklung
| Jahr      | 001818 | 001840 | 001861 | 001871 | 001885 | 001900 | 001925 | 001950 | 001961 | 001970 | 001987 |
| Einwohner | 25     | 21     | 24     | 19     | 17     | 18     | 20     | 21     | 11     | 12     | 17     |
| Häuser    | 5      | 4      |        |        | 5      | 5      | 5      | 4      | 4      |        | 4      |
| Quelle    | [ 21 ] | [ 22 ] | [ 23 ] | [ 24 ] | [ 25 ] | [ 26 ] | [ 27 ] | [ 28 ] | [ 29 ] | [ 30 ] | [ 1 ]  |

## Religion
Der Ort ist seit der Reformation evangelisch-lutherisch geprägt und bis heute nach St. Peter (Leutershausen) gepfarrt. Die Einwohner römisch-katholischer Konfession sind nach St. Ludwig (Ansbach) gepfarrt.